# 源立寺

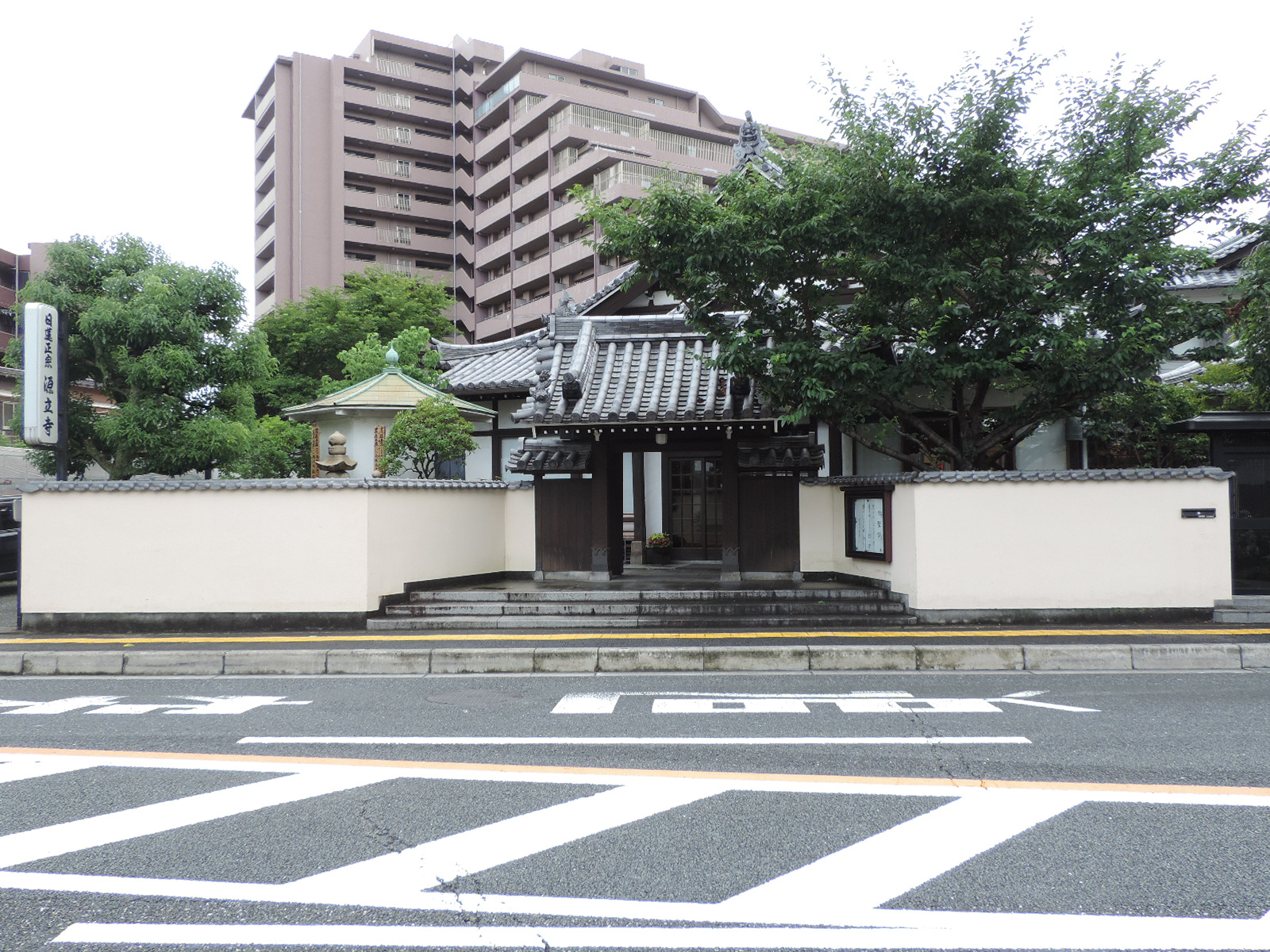
源立寺

源立寺（げんりゅうじ）は、大阪市池田市に所在する日蓮正宗の寺院だが、正信会僧侶が居住・占有している。山号は恵日山（えにちさん）。

## 起源と歴史
- 1583年（天正11年）2月15日 - 大石寺僧中納言日誉により摂津国長柄に建立される。
- 1876年 大石寺とともに日蓮宗興門派（本門宗）の設立に参加。
- 1877年（明治10年） - 現在地に移転
- 1900年- 大石寺とともに本門宗を離脱し、日蓮宗富士派（日蓮正宗）の発足に参加。
- 1962年（昭和37年）2月15日 - 改築される。
- 1982年（昭和57年）2月5日 - 第25代住職が第67世法主日顕の法主としての地位を否定したため、日蓮正宗の宗制宗規に違背したことにより破門されたが、源立寺を占有し、居住している。
  - 源立寺は日蓮正宗の末寺である。現住職（代表役員）も日蓮正宗の僧侶（豊中市の本教寺住職が兼務）である。また、総代（責任役員）も日蓮正宗の信徒であり、土地建物も源立寺の所有するところである。ただし裁判所の第25代住職の地位保全の決定によって、存命中は源立寺を占有することは認められているため、何らかの理由で退去しない限りは日蓮正宗は源立寺においては宗教活動をすることはできない状態である。

## 所在地
- 大阪府池田市槻木町1-10

## 寺院周辺
- 国道176号
- ジオ・パークスクエア池田

## 交通アクセス
- 国道176号線沿い（槻木交差点のすぐ大阪寄り）
- 阪急宝塚本線池田駅から徒歩5分